# Kościół św. Stanisława BM w Wieczfni Kościelnej
Kościół świętego Stanisława Biskupa Męczennika – rzymskokatolicki kościół parafialny należący do dekanatu mławskiego diecezji płockiej.
Obecna świątynia została zbudowana dzięki staraniom księdza Remigiusza Jankowskiego, według projektu architekta powiatu mławskiego Zygmunta Kmity w latach 1898–1905, natomiast konsekrowana została przez biskupa Apolinarego Wnukowskiego w dniu 3 maja 1905 roku. Jest to kościół wzniesiony w stylu neoromańskim z cegły oraz głazów granitowych. Budowla została postawiona na planie prostokąta, posiada trzy nawy, dwie wieże, transept oraz prezbiterium zamknięte trójbocznie.